# Mnemosyne laticara
Mnemosyne laticara är en insektsart som beskrevs av Van Stalle 1988. Mnemosyne laticara ingår i släktet Mnemosyne och familjen kilstritar.
Artens utbredningsområde är Vietnam. Inga underarter finns listade i Catalogue of Life.